# Georgi Iwanow (ur. 2002)
Georgi Lubomirow Iwanow (bg. Георги Любомиров Иванов; ur. 17 lipca 2002) – bułgarski zapaśnik walczący w stylu wolnym. 
Zajął siódme miejsce na mistrzostwach Europy w 2023. Pierwszy na ME U-23 w 2023 i 2025. Trzeci na ME juniorów w 2022. Drugi na ME kadetów w 2019 roku.